# 线尺蛾属
线尺蛾属（学名：Culpinia），也称赤线尺蛾属，为尺蛾科的一个属。

## 下属物种
本属包括以下物种：
- 赤线尺蛾 Culpinia diffusa (Walker, 1861)
- Culpinia prouti (Thierry-Mieg, 1913)